# Asterix og Kleopatra (tegnefilm)
 For alternative betydninger, se Asterix og Kleopatra. (Se også artikler, som begynder med Asterix og Kleopatra)
Asterix og Kleopatra (Astérix et Cléopâtre) er en fransk/belgisk tegnefilm lanceret i 1968 baseret på Asterix-albummet af samme navn.
Filmen er i betydeligt omfang en musical med tre individuelle sangnumre. Dertil kommer en række satiriske og surrealistiske indslag så som en syngende løve og en indgraveret julemand i en pyramide.

## Plot
I det fjerne Egypten vædder dronning Kleopatra med Cæsar om, at hun kan få bygget et palads på kun tre måneder. Arkitekten Linealis sættes på opgaven, men for at kunne overholde byggefristen i stedet for at ende som krokodillefoder har han brug for mirakler. Det kan Miraculix, Asterix, Obelix, Idefix og trylledrikken skaffe, men i Egypten sætter arkitektrivalen Kriminalis alt ind på at sabotere forehavenet. Og heller ikke Cæsar vil lade gallerne i fred.

## Stemmer
| Rolle                             | Franske stemmer   | Danske stemmer                     |
| --------------------------------- | ----------------- | ---------------------------------- |
| Asterix                           | Roger Carel       | Ove Sprogøe                        |
| Obelix                            | Jacques Morel     | Carl Ottosen, H.C. Andersen (sang) |
| Mundskænk                         |                   | Poul Bundgaard                     |
| Kleopatra                         | Micheline Dax     | Vigga Bro, Tove Hyldgaard (sang)   |
| Arkitekt Numerobis                | Pierre Tornade    | Louis Miehe-Renard                 |
| Miraculix                         | Henri Labussière  | Elith Pio                          |
| Kriminalis (fransk Amonbofis)     | Bernard Lavalette | Torben Hundahl                     |
| Televis (fransk Tournevis)        | Jacques Balutin   | Walter Rosenberg                   |
| Julius Cæsar                      | Serge Sauvion     | Holger Munk Andersen               |
| Sørøverkaptajn / Egyptisk kaptajn | Pierre Trabaud    | Per Bentzon Goldschmidt            |
| Kommentator                       | René Goscinny     | Nicolai Lichtenberg                |